# المتمني (أغنية)
المتمني (بالإنجليزية: Wannabe)‏ هي أغنية لفرقة فتيات البوب البريطانية سبايس جيرلز، صدرت كأول أغنية للفرقة في 8 يوليو في بريطانيا، وأصبحت من أفضل الأغاني حول العالم في وقت قصير، كلمات الأغنية تم كتابتها من قبل فتيات الفرقة وريتشارد ستانارد ومات رو، وهذه الأغنية هي البداية الأولى لظهور ألبومهم الأول «التوابل» في عام 1996.

## الفيديو كليب

صورة من فيديو كليب "Wannabe" لفرقة السبايس جيرلز حيث تثير الفتيات المشاكل داخل فندق ميدلاند جراند

الفيديو كليب لأغنية "Wannabe" تم تصويره في أبريل 1996، بإخراج من يوهان كاميتز وإنتاج شركة أفلام مود، يبدأ الكليب عندما تثير الفتيات المشاكل داخل فندق ميدلاند جراند في شارع بانكراس، ومن بين ألاعيبهم تفعل ميلاني سي شقلبتها على إحدى المناضد، في كتابهم الأول «قوة القتاة» كتيت جيري هاليويل عن هذا الفيديو «أتذكر الفوضى والبرد - كان خارج عن السيطرة - نحن لم نرده هكذا، نحن أردنا الكاميرا أن تأسر جنون التوابل»
عندما عرضت الأغنية في شبكة الكيبل البريطانية، في قناة الصندوق، تم اختيار الفيديو بكثرة من قبل المشاهدين خلال الساعتين الأولى من بداية عرضه، ليبقى في المركز الأول خلال 13 أسبوعاً، وتم بثه 70 مرة خلال أسبوع، ليصبح الفيديو الأكثر طلباً في تاريخ القناة
الفيديو الإعلاني للفيديو كليب تضمن بعض اللقطات من خلف الكواليس للفيديو والذي أصدرته شركة فيرجن قبل إصدار الفيديو الأصلي، في الإعلان تشاهد الفتيات وهم يغنون "Wannabe" داخل إستوديو التسجيلات ويشرحون أصل كلمة «سبايس»، وانطباعتهم الأولى حول بعضهم، الفتيات غنوا الكورس لأغنية "One of These Girls"
ربح الفيديو كليب جائز أفضل فيديو راقص لعام 1997 في جوائز MTV للفيديو كليب، وقد وصل إلى المركز 41 في قائمة أفضل 100 فيديو بوب في جميع الأوقات وذلك في القناة الرابعة البريطانية

## وصلات خارجية
- موقع السبايس جيرلز الرسمي
- "Wannabe" ملف صوتي
- فيديو كليب "Wannabe" على موقع اليوتوب على يوتيوب